# Telemakos
Telemakos er en person fra græsk mytologi og kendes fra Homers Odysseen. Han er søn af Odysseus og Penelope og rejser i Odysseen ud for at finde sin far.
- Wikimedia Commons har flere filer relateret til Telemakos

| Mytologi | Spire Denne artikel om mytologi er en spire som bør udbygges. Du er velkommen til at hjælpe Wikipedia ved at udvide den. |